# فرد فانک
فرد فانک (انگلیسی: Fred Funk؛ زادهٔ ۱۴ ژوئن ۱۹۵۶) یک گلف‌باز است.